# T+E

Logo de Travel + Escape en 2011.

T+E est une chaîne de télévision canadienne spécialisée de catégorie A appartenant à Blue Ant Media (en), diffusant des émissions et séries de type surnaturel et paranormal.

## Histoire
BCE Media et le Groupe TVA (51 %) ainsi que CTV Television (49 %) ont obtenu une licence de diffusion auprès du CRTC en 2000 pour le service Travel TV. La chaîne a été lancée le 7 septembre 2001 sous le nom CTV Travel dont seul CTV Television en était le propriétaire.
Le 30 septembre 2006, CTV Travel est devenu travel + escape afin de lui donner une vocation autre qu'un guide de voyage.
Le 8 juin 2010, CTV Television a annoncé la vente de la chaîne à Glassbox Television, qui a été approuvée par le CRTC le 26 octobre et conclue quelques jours plus tard. Glassbox a ensuite été vendu partiellement à Blue Ant Media le 14 septembre 2011 et complètement le 1er août 2012.
Le 1er novembre 2011, Glassbox a doté la chaîne d'un nouveau logo, une nouvelle présentation en ondes ainsi que de nouvelles émissions, s'éloignant de sa vocation d'émissions de voyages. Une version en haute définition a été lancé le 15 décembre 2011 chez le fournisseur EastLink.
En mars 2018, la chaîne abandonne le nom de la chaîne dans son format long (travel + escape) et ne s'appelle que par ses deux lettres (T+E), signifiant désormais son nouveau slogan « Totally Entertaining TV ».

## Programmation
En septembre 2018, la chaîne diffuse les séries Supernatural, Charmed, The X-Files, iZombie et Riverdale, ainsi que des émissions telles que Celebrity Ghost Stories, Paranormal Survivor, Terror in the Woods et Occult Crimes.